# Cuộc săn cừu hoang
Cuộc săn cừu hoang (羊をめぐる冒険 Hitsuji wo Meguru Bōken) là tên tiểu thuyết kỳ bí phát hành năm 1982 của nhà văn người Nhật Murakami Haruki. Đây là cuốn thứ ba nằm trong tuyến truyện về "Chuột cống" và "tôi" của tác giả, nối tiếp Lắng nghe gió hát và Pinball, 1973. Cuộc săn cừu hoang chịu ảnh hưởng mạnh mẽ từ tác phẩm The Long Goodbye của Raymond Chandler và tựa đề tác phẩm được xem là nhại theo cuốn Cuộc phiêu lưu mạo hiểm của Natsuko (夏子の冒険 Natsuko no Bōken) của nhà văn Mishima Yukio.

## Sơ lược nội dung
Năm 1978, nhân vật chính li dị vợ sau 4 năm chung sống. Không lâu sau, anh có bạn gái mới, một người có đôi tai đẹp kỳ lạ và cũng là người đã tiên tri về "cuộc săn cừu hoang" của anh.
"Cừu hoang" ở đây là con cừu có vết bớt hình ngôi sao xuất hiện trong tấm hình mà "Chuột" gửi anh trong bức thư liên lạc gửi từ Hokkaido. Tấm hình này sau đó được nhân vật chính sử dụng để P.R. cho một công ty bảo hiểm và từ đó, Ông Chủ biết chuyện. Ông sai viên thư ký đắc lực của mình đến đe doạ, buộc anh phải gỡ tấm hình kia xuống, đồng thời cung ứng kinh phí để anh tìm cho bằng được con cừu này. Và vì thế, anh nghỉ việc ở công ty, cùng với bạn gái mình khăn gói đến Hokkaido, tìm hiểu tất cả những gì có thể biết về cừu tại Nhật Bản. Trong quá trình lưu lại khách sạn Cá Heo ở Sapporo, nhân vật chính cho đăng tin liên lạc trên một tờ báo địa phương, gọi Chuột đến gặp anh ở khách sạn. Chuột không bao giờ liên lạc lại với anh nhưng tình cờ, ông chủ khách sạn đã tiết lộ rằng cha mình thực chất rất am hiểu về lĩnh vực mà hai người muốn tìm hiểu bởi vì ông được gọi là Giáo sư Cừu. Hai người được đưa đi gặp Giáo sư Cừu và vị giáo sư già, chịu chung một nỗi khổ "không cừu" với Ông Chủ kể từ khi con cừu ma thuật rời bỏ thân xác ông, đã kể tường tận về cuộc đời khốn khổ của mình. Ông hy vọng hai con người trẻ tuổi sẽ tìm ra con cừu mà hơn 40 năm nay ông đã tìm kiếm.
Hai người sau đó đến Junitaki và được một người dắt đến biệt thự trên núi của ông chủ mới vùng này. Qua lời kể của ông, nhân vật chính đã xác nhận được rằng ông chủ mới không ai khác chính là Chuột. Anh quyết tâm đi đến căn biệt thự đó để tìm bạn mình hỏi cho ra lẽ. Tuy nhiên, khi đến nơi, "Chuột" không có ở đó. Và sau khi thức dậy từ một trận ốm, anh nhận ra cô bạn gái đã bỏ anh lại một mình trong khi chờ Chuột quay lại. Anh không phải ở một mình lâu vì sau đó một nhân vật mới xuất hiện, đó là Người Cừu. Kể từ khi Người Cừu xuất hiện, anh linh tính rằng người này có dính líu đến chuyện bạn gái anh bỏ đi và biết về cậu bạn Chuột. Nhưng anh không có thêm được thông tin nào từ nhân vật này vì ông từ chối trả lời. Anh bèn nhờ Người Cừu chuyển lời đến "Chuột" hộ anh.
Bỗng một hôm, anh nhìn lên tủ sách của biệt thự và cầm lên cuốn sách chủ đề Á Châu chủ nghĩa có vẻ mới được giở ra gần đây. Anh nhìn ra phần phụ lục và bất ngờ tìm ra thông tin về Ông Chủ khiến anh choáng váng. Anh tự chủ động đi tìm gặp Người Cừu, chơi ghi-ta cho ông ta nhưng sau đó đập vỡ cây đàn thể hiện sự tức giận của mình. Vài ngày sau, Chuột đến tìm gặp anh và lúc này truyện được hé lộ rằng nhân vật chính đã biết cậu bạn Chuột thực chất đã chết; người đến gặp cậu đây chỉ là linh hồn và rằng Người Cừu cũng chỉ là một hoá thân của Chuột. Chuột chết để giết chết con cừu ma quái ngự trị thân xác cậu ta.
Sau khi trùng phùng với bạn, nhân vật chính trở về gặp Giáo sư Cừu để thông báo về cái chết của con cừu hoang, gửi lời của Chuột đến J và bắt đầu cuộc sống mới. 

## Nhân vật
Tôi (僕 Boku)
Nhân vật chính của truyện, 29 tuổi. Đã ly dị vợ.
Bạn gái (ガール・フレンド Girlfriend)
21 tuổi. Là một người mẫu bộ phận thân thể và là biên tập một nhà xuất bản. Ngoài ra cô kiêm nghề gái gọi. Điểm thu hút của cô là đôi tai kỳ lạ, không có nó trông cô hết sức bình thường.
Ông Chủ (先生 Sensei - Tiên sinh)
Chính trị gia cánh phải. Được cho là sinh năm 1913 và hoạt động ngầm trên nhiều lĩnh vực, ví dụ như bất động sản.
Thư ký
Thư ký đắc lực số 1 của Ông Chủ và đã làm việc trong tổ chức của ông 12 năm. Tốt nghiệp từ đại học Stanford.
Tài xế
Một người đạo Chúa và tin rằng mình mỗi tối mình đều gọi điện được cho Chúa. Được "tôi" giao phó con mèo và viên tài xế đã đặt tên nó là Cá Mòi (いわし Iwashi).
Chuột cống
29 tuổi. Là bạn của nhân vật chính. Xuất thân trong một gia đình giàu có và 1973 đã âm thầm bỏ đi.
Giáo sư Cừu (羊博士 Hitsujihakushi - Bác học cừu)
Ông chủ khách sạn Cá Heo
Người Cừu (羊男)
Một kẻ lập dị xuất hiện trước mặt nhân vật chính khi anh đang trọ lại biệt thự của Chuột. Trong bản tiếng Nhật, lời thoại của nhân vật này là tiếng Nhật thông thường nhưng trong bản dịch tiếng Anh, lời nói của Người Cừu đã được Alfred Birnbaum chắp dính lại, tạo hiệu quả về mặt hình ảnh.

## Giải thưởng
- Giải Văn chương Noma cho hạng mục Tác giả mới.

## Phát hành
Cuộc săn cừu hoang được phát hành tại Nhật năm 1982 bởi nhà xuất bản Kodansha. Năm 2011, Cuộc săn cừu hoang được chuyển ngữ sang tiếng Việt bởi Minh Hạnh dựa trên bản tiếng Anh của Alfred Birnbaum xuất bản bởi Vintage và xuất bản bởi Nhã Nam và nhà xuất bản Văn học.